# Dacia 18
 (mars 2020).
La Dacia 18 est une voiture Renault 18 assemblée par les usines Dacia à partir de kits CKD entre 1978-1979. Ce modèle, Renault 18 est techniquement similaire à Renault 12 et implicitement Dacia 1300, mais avec de nombreuses améliorations. La production (en Roumanie) a commencé en 1978, mais en très petit nombre (moins de 100), principalement pour l'État. Ils ont été livrés par Renault au format CKD pour être assemblés localement. Bien qu'ils aient été initialement destinés au grand public, de nombreux exemplaires sont parvenus aux services de l'État ou aux familles des personnes liées à l'appareil d'État. Très peu de modèles ont atteint la population.
Il a été conçu en remplacement de la Dacia 1300, un modèle dérivé basé sur la Renault 12, mais la licence et la production entre Dacia et Renault ont pris fin en 1979, l'idée a donc été abandonnée. Le modèle a également été présenté au TIB'78. Il avait des moteurs Renault 18 spécifiques depuis son lancement, à savoir les 1397 cc et 64 ch, ainsi qu'un moteur de 1647 cc et 78 ch. Ce dernier était équipé d'une boîte de vitesses à 5 rapports, une première en Roumanie. Cependant, il convient de mentionner que les modèles assemblés en Roumanie s'appelaient également Renault, probablement pas autorisés à les nommer en Dacia.
L'assemblage de la Dacia 18 a commencé en Roumanie en 1978, mais en très petit nombre (moins de 100), principalement pour l'État. Il était destiné à remplacer le DACIA 1300, un modèle dérivé et basé sur Renault 12, mais la licence et la production entre Dacia et Renault ont pris fin en 1979, il a donc été abandonné. Il a également été présenté à TIB'78, TIB signifiant "Târgul Internațional București" (Foire internationale de Bucarest).